# RAID (enota)
RAID je kratica za Recherche, Assistance, Intevention, Dissuasion (Raziskave, Podpora, Intervencija, Odvračanje) in je hkrati specialna enota francoske policije. RAID velja za eno najbolj izurjenih tovrstnih enot v Evropi.

## Osnovni podatki
Enota je bila ustanovljena z odlokom francoskega notranjega ministra 23. oktobra 1985. Njene glavne naloge so opisane že v polnem imenu enote, vse te naloge pa izvaja v sklopu boja proti organiziranemu kriminalu in terorizmu na območju celega teritorija Francije. O uporabi enote odloča direktor francoske policije na zahtevo prefektov, tožilstva ali načelnikov drugih služb.Sedež enote je v srednjeveškem dvorcu v Bievreju, nedaleč od Pariza, v bližini katerega je tudi vadbeni center. 

## Ostale naloge
- Osvobajanje talcev
- Aretacije nevarnih in oboroženih oseb
- Zaščita in varovanje pomembnih oseb in objektov
- Intervencija pri morebitnih terorističnih napadih z RKB sredstvi
- Urjenje pripadnikov francoske in tujih policij za protiteroristično delovanje
- Preizkus novih vrst orožja
- Nadzor in sledenje sumljivih oseb za potrebe drugih varnostnih služb

## Organizacijska struktura
- Poveljstvo
- Administrativna služba
- Oddelek za intervencije in zaščito
- Oddelek za raziskave, nadzor in sledenje
- Oddelek za operativno podporo
- Medicinska ekipa
- Oddelek inštruktorjev
- Center za obdelavo podatkov